# Anton Hallbäck
Carl Anton Hallbäck, född 15 januari 1996 i Fässbergs församling i Mölndal, är en svensk handbollsspelare (högernia). Han är 186 cm lång. Han har spelat tre U-landskamper och 33 J-landskamper. Han är son till handbollsspelaren/tränaren Jerry Hallbäck och äldre bror till handbollsspelaren Ludvig Hallbäck.
Med IFK Kristianstad var han med och blev Svensk mästare och Svensk cupmästare 2023. Med den avgörande shoot-outen avgjorde han cup-finalen mot Hammarby inför 2500 personer.

## Klubbar
- HK Aranäs (–2015)
- Ystads IF (2015–2019)
- Önnereds HK (2019–2021)
- IFK Kristianstad (2021–)